# Gilbert av Montpensier
Gilbert av Montpensier, död 1496, var en fransk adelsman. Han var regerande greve Clermont-en-Auvergne och Montpensier och dauphin av Auvergne 1486–1496. 